# Lambros Lambrou (pomorski častnik)
Lambros Lambrou, grško-ciprski pomorski častnik, * 1965, † 11. julij 2011.
Lambrou je v času smrti bil poveljnik Pomorske baze Evangelos Florakis. Kot poveljnik baze je bil tudi poveljnik Poveljstva pomorske baze, enega od petih primarnih poveljstev Ciprske vojne mornarice. Posledično je veljal za de facto drugega najvišjega pomorskega častnika Ciprske vojne mornarice. Lambrou je bil ubit v eksploziji v bazi, ki se je pripetila 11. julija 2011, katera je ubila tudi Andreasa Ioannidesa, poveljnika Ciprske vojne mornarice. Posmrtno je bil povišan v čin kapitana.